# Ralph Waldo Emerson
Ralph Waldo Emerson (Boston, Massachusetts, 1803. május 25. – Concord, Massachusetts, 1882. április 27.) amerikai esszéíró, költő, unitárius lelkész és a transzcendentalista mozgalom vezetője a 19. század elején. Friedrich Nietzsche "a legtehetségesebb amerikainak" tartotta, Walt Whitman pedig a "mestereként" emlegette.

## Élete
Ralph Waldo Emerson Bostonban született, William Emerson unitárius lelkész fiaként. Fokozatosan távolodott kortársai tanaitól, majd megfogalmazta és először fejtette ki a transzcendens filozófiáját az 1836-ban megjelent esszéjében a Természet-ben(Nature).
Emerson apja, aki a fiát úgy jellemezte, hogy "egy eléggé buta tanuló", 1811-ben meghalt, kevesebb mint két héttel Emerson 8. születésnapja előtt. A fiatal Emerson ezután 9 évesen, 1812-ben a Bostoni Latin Iskolában kezdte meg rendszeres tanulmányait. 1817 októberétől, 14 éves korától a Harvard Főiskolára járt, ahol kijelölték Elsőéves Elnöknek, mely pozíció révén ingyenesen szobát kapott. Csökkentette a tanulmányi költségeit, hogy ösztöndíjat kapott. Hogy kiegészítse csekély bevételét, a téli vakáció alatt Ripley nagybátyja iskolájában tanított Walthamben.
1821-ben, 18 évesen lediplomázott a Harvardon, majd segített testvére iskolájánál, melyet anyjuk házában alapítottak fiatal nők részére. Azután megalapította saját iskoláját Chelmsfordban. Miután testvére Göttingenbe ment teológiát tanulni, Emerson átvette az iskola vezetését. A következő néhány évben Emerson iskolaigazgatóként kereste kenyerét, majd elvégezte a Harvard Teológiaiskolát. Ezután a bostoni Második templom meghívta lelkipásztornak, ahol 1829. január 11-én szentelték pappá. Az úrvacsoraosztással kapcsolatos nézeteltérései az egyházi tisztviselőkkel, valamint a nyilvános helyen történő imádkozással kapcsolatos kételyei vezettek végül lemondásához 1832-ben.
Első felesége, Ellen Louisa Tucker 19 évesen tuberkulózisban halt meg 1831. február 8-án. Házassága ellenére vannak bizonyítékok, melyek arra mutatnak, hogy biszexuális volt. A Harvardon töltött első évei alatt vonzónak talált egy elsőévest, akit Martin Gaynek hívtak, és akihez szexuális töltetű verseket írt. Gay talán csak az első volt, aki iránt Emerson érdeklődött, Walt Whitmannal még számosan voltak.
Emerson távoli rokona volt Charles Wesley Emersonnak, az Emerson College alapítójának és névadójának. Mindketten unitariánus lelkészek voltak, Charles volt a családi név Ralph Waldo Emerson családjában. Az ő nagyszerű ősük volt Thomas Emerson bevándorló, aki az 1640-es évek elején telepedett le Ipswitchben, Massachusetts államban, és őse volt a családban a lelkészeknek és a tanult embereknek.
Emerson 1832-ben Európában utazgatott, melyet később megírt az English Traits (1856) című művében. Ez alatt az utazás alatt találkozott William Wordsworth-szel, Samuel Taylor Coleridge-dzsel, John Stuart Millel, és Thomas Carlyle-jal. Emerson baráti kapcsolatot ápolt Carlyle-jal egészen annak 1881-ben bekövetkezett haláláig. Carlyle ügynökeként is dolgozott az Államokban.
Keresztülutazott Anglián, Franciaországon (1848-ban), Olaszországon és a Közel-Keleten.
1835-ben Emerson házat vásárolt a Cambridge-Concord országúton (Cambridge and Concord Turnpike) Concordban (Massachusetts), és gyorsan a város egyik vezető polgára lett. A ház ma már nyitva áll mindenki számára, mint Ralph Waldo Emerson emlékház. Második feleségével, Lydia Jacksonnal ott házasodott már meg. Feleségét az "ő Lídiájának" hívta, míg a felesége "Mr. Emerson"nak hívta férjét. Gyerekeik Waldo, Ellen, Edith és Edward Waldo Emerson. Ellen lányuk Emerson első feleségéről kapta a nevét, amit Lydia tanácsolt.

## Irodalmi pályafutása és transzcendentalizmusa

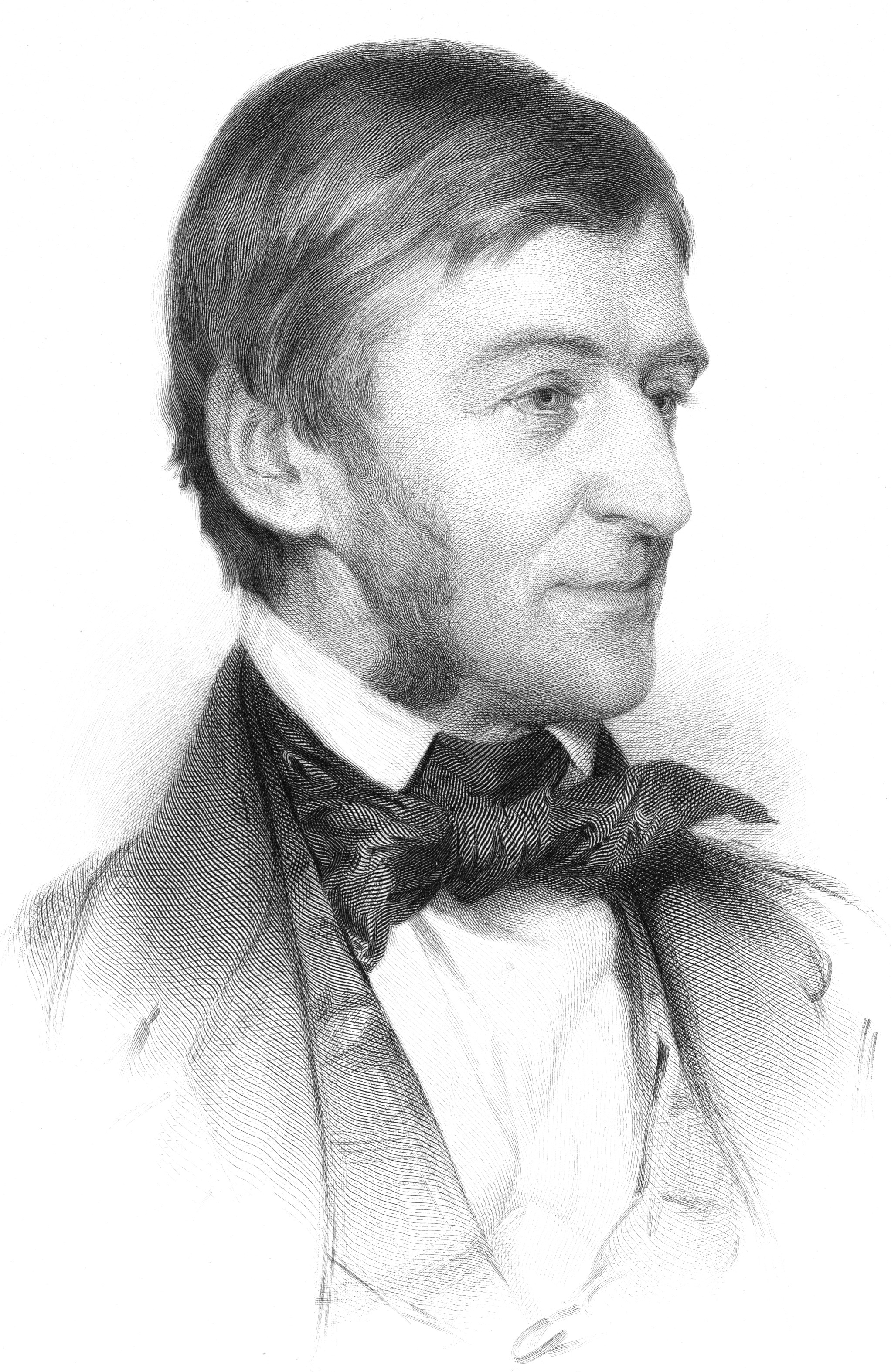
Ralph Waldo Emerson

1835 szeptemberében Emerson és más hasonlóan gondolkodó értelmiségiek megalapították a Transzcendentális Klubot (Transcendental Club), mely a mozgalom központjaként szolgált, de nem adták ki a The Dial című újságot egészen 1840 júliusáig. Emerson névtelenül publikálta első esszéjét, a „Természet” címűt, 1836 szeptemberében.
1838-ban visszahívták a Harvard Teológiaiskolába a diplomaosztó beszédre, mely később az ő Diplomaosztó Beszédeként (Divinity School Address) lett híres. Az észrevételeivel sikerült megsérteni a testületet és sokkolni az egész protestáns közösséget, amikor kijelentette, hogy Jézus egy nagyszerű ember, de nem Isten. Akkoriban ilyen kijelentés sohasem hangzott el. Ezért a kijelentéséért ateistának bélyegezték, és a fiatal elmék mérgezőjének. A hangos kritikák ellenére ő nem reagált rájuk, meghagyta másokra a saját védelmét. Nem hívták vissza a Harvardra beszélni vagy 30 évig, de az 1880-as évek közepére a helyzete alapvetővé vált az unitárius tanban.
1842 elején Emerson elvesztette első fiát, Waldo-t skarlátban. Emerson nagy fájdalmáról két művében is írt: a Gyászének (Threnody) című versben és a Tapasztalat (Experience) című esszéjében. Ugyanebben az évben megszületett William James és Emerson beleegyezett, hogy ő lesz a keresztapja.
Emerson mint népszerű előadó kereste a kenyerét New England-ben és a déli országrészen kívül. Néhány lefoglalt fellépésére, melyre nem tudott elmenni, Frederick Douglass vette át a helyét. Emerson sokféle és változatos témában beszélt. Számos esszéje túlnőtt az előadásain.
Emerson jó barátságot ápolt Nathaniel Hawthorne-nal és Henry David Thoreau-val is, gyakran sétáltak együtt Concordban. Emerson bátorította Thoreaut, és segítette korai karrierjét. Az a föld, ahol Thoreau felépítette saját faházát (Walden Pond), Emersoné volt. Míg Thoreau Waldenben élt, Emerson biztosított számára ételt és alkalmi munkákat. Két évvel később Thoreau elhagyta Waldent és beköltözött Emerson házába, mialatt Emerson előadói körútját járta. Ám a szoros barátságuk megszakadt, mikor Emerson azt tanácsolta Thoreaunak az első könyve a A Week on the Concord and Merrimack Rivers kiadásakor, hogy saját költségére, minél előbb publikálja, és rávette Thoreaut, hogy a saját ügynöke intézze a könyv publikálását. A könyv bukás lett, és ez Thoreaut hatalmas adósságba verte. Végső soron elsimíthatták volna kettejük dolgát, bár Thoreau személyesen megvádolta Emersont, hogy átvett az ő eredeti filozófiájából. Ezután Emerson embergyűlölőként kezdett Thoreaura tekinteni. Emerson Thoreaut dicsérő beszéde a sírjánál nagyban hozzájárult a későbbi, XIX. század végi negatív hírnevéhez.
Nagyon elvont és nehéz íróként jegyezték Emerson-t, aki ennek ellenére nagy tömegeket vonzott beszédei alkalmával. Írásainak magját naplóiban rögzített közvetlen megfigyelései képezték, melyeket tizenévesként, a Harvardon kezdett feljegyezni. A naplókat gondosan kidolgozott indexszel látta el. Emerson naplóihoz, tapasztalatainak és ötleteinek tárházaihoz nyúlt vissza, és ezekből emelt ki fontos részeket, melyeket sűrű, tömény előadásaiban fűzött egybe. Később módosította és csiszolta előadásait esszéi és prédikációi számára.
Kora egyik nagy szónokának tekintették, olyan embernek, aki tömegeket tudott magával ragadni mély hangjával, lelkesedésével és hallgatósága iránti, egyenlőségre törekvő tiszteletével. Az abolicionizmus nyílt, rendíthetetlen támogatásával életében később a tömegből tiltakozást és gúnyolódást váltott ki, mikor erről beszélt. Népszerűsége miatt továbbra is aggodalom nélkül beszélt a rabszolgaság eltörléséről, fokozódó radikalizmussal. Nehézségek árán megpróbált a nyilvánosság előtt minden csoporttól és mozgalomtól függetlenül szerepelni, és mindig megtartotta szigorú függetlenségét, amely individualizmusát tükrözte. Mindig kitartott amellett, hogy nem akart követőket, de kereste, hogyan adja vissza az embert önmagának, önmagában bízó egyénként. Mikor idős korában arra kérték, összegezze munkáját, azt mondta, hogy a privát ember végtelenségéről szóló tanítása volt annak középpontjában.
Emerson a francia filozófus, Victor Cousin munkáit olvasva ismerkedett meg az indiai filozófiával. 1845-ben naplója szerint a Bhagavad-gítát és Henry Thomas Colebrooke Esszé a Védákról c. írását olvasta. Emersonra nagy hatással voltak a Védák, és sok írásának erősen nemduális árnyalata van. Ennek egyik legtisztább példája a "Felsőbb lélek" (Over-soul) c. esszéjében található:
Utódokként élünk, felosztásban, részekben, részecskékben. Közben belül az emberben az egész lelke van; a bölcs csend; az univerzális szépség, melyhez minden rész és részecske egyenlően tartozik, az örök EMBER. És ez a mély erő, melyben létezünk, és melynek boldogsága teljes egészében elérhető számunkra, nem csupán független és tökéletes minden órában, hanem a látás és a látott dolog, a látnok és a látvány, az alany és a tárgy ugyanaz. A világot darabonként érzékeljük, mint a nap, a hold, az állat, a fa; de az egész, melynek ezek tündöklő részei, a lélek.
Emersonra nagy hatással voltak a fiatalkorában olvasott francia esszéíró, Montaigne művei. Azokból az írásokból merítette beszédes, szubjektív stílusát és hatásukra veszítette el hitét a személyes Istenben. Soha nem olvasta Kant műveit, ehelyett a Samuel Taylor Coleridge által értelmezett német transzcendentális idealizmusra támaszkodott. Ez vezette Emersont a nem hagyományos lélek és Isten elképzeléséhez.
Emerson 1882-ben hunyt el, Concordban a Sleepy Hollow temetőben temették el.

## Bibliográfia

### Próza
- Nature (Természet) (1836)
- "The American Scholar" (Az amerikai tudós) (1837, a Phi Beta Kappa Társaságnak a Harvardon)
- "The Divinity School Address" (A diplomaosztó beszéd) (1838)
- Esszék: First Series (Első sorozat) (1841; benne a "Compensation" (Kárpótlás), "Self-Reliance" (Önbizalom), és "Circles" (Körök))
- "The Transcendentalist" (A transzcendentalista) (1841)
- Esszék: Második sorozat (1844; benne a "The Poet" (A költő), "Experience" (Tapasztalat), és "Politics" (Politika)
- Representative Men (Tipikus emberek) (1850; esszék Platónról, Swedenborgról, Montaigne-ről, Shakespeare-ről, Napóleonról, és Goethéről)
- English Traits (Angol jellegzetességek) (1856)
- The Conduct of Life (Az élet irányítása) (1860; benne "Fate" (Végzet) és "Power" (Erő))
- "Thoreau" (1862), egy dicsérő beszéd Henry David Thoreau temetésére
- Society and Solitude (Társadalom és magány) (1870)

### Költészet
Kötetek
- Poems (Versek) (1847)
- May-Day and Other Pieces (Május elseje és egyéb darabok) (1867) Online
- Selected Poems (Válogatott versek) (1876)

Versek
- "Threnody" (Gyászének)
- "Uriel"
- "Brahma"
- "Works and Days" (Munkák és napok)
- "Concord Hymn"

## Magyarul
- Az emberi szellem képviselői; ford., bev. Szász Károly; Akadémia, Bp., 1894 (A Magyar Tudományos Akadémia Könyvkiadó Vállalata. U. F.)
- Szerelem, barátság, a költő. Essay; ford. Wildner Ödön; Rózsavölgyi, Bp., 1920
- Természet, ember, társadalom. Válogatott tanulmányok; ford., bev. Wildner Ödön; Franklin, Bp., 1921
- Művészet. Az eredeti teljes szöveg és hű magyar fordítása; ford. Rózsa Dezső; Lantos, Bp., 1921 (Kétnyelvű klasszikus könyvtár)
- Az emberiség képviselői; Franklin, Bp., 1923 (Kultúra és Tudomány)
- Essayk; ford. Bálint Lajos, bev. Rózsa Dezső; Révai, Bp., 1925 (Világkönyvtár)
- Esszék; ford. Gaál György, Wildner Ödön; vál., előszó, jegyz. Gaál György; szemelvényes kiad.; Európa, Bp., 1978
- Esszék; ford. Doubravszky Sándor; Bagolyvár, Bp., 1995 (Fontos könyvek)

## Fordítás
- Ez a szócikk részben vagy egészben  a   Ralph Waldo Emerson című angol Wikipédia-szócikk ezen változatának fordításán alapul.  Az eredeti cikk szerkesztőit annak laptörténete sorolja fel. Ez a jelzés csupán a megfogalmazás eredetét és a szerzői jogokat jelzi, nem szolgál a cikkben szereplő információk forrásmegjelöléseként.